# 前1690年代
| 千纪： | 前2千纪 |
| 世纪： | 前18世纪 \| 前17世纪 \| 前16世纪                                                                                     |
| 年代： | 前1720年代 \| 前1710年代 \| 前1700年代 \| 前1690年代 \| 前1680年代 \| 前1670年代 \| 前1660年代                       |
| 年份： | 前1699年 \| 前1698年 \| 前1697年 \| 前1696年 \| 前1695年 \| 前1694年 \| 前1693年 \| 前1692年 \| 前1691年 \| 前1690年 |

重要事件及趋势
- 埃及第十四王朝
- 克里特當時是米诺斯文明時期，印度則是印度河流域文明時期
- 胡里安人到處征戰
- 正恰逢第二中间时期，喜克索斯人進攻古埃及
- 桀殺死大臣關龍逢
- 根据生活在提贝里乌斯统治时期的埃及数学家和天文学家門德斯的斯拉蘇盧斯（英语：Thrasyllus of Mendes）的说法，以色列人从埃及出走（出埃及記）。

重要人物